# سرگئی واسیلنکو
سرگئی واسیلنکو (روسی: Серге́й Никифорович Василенко؛ ۳۰ مارس ۱۸۷۲ [O.S. ۱۸ مارس] – ۱۱ مارس ۱۹۵۶) آهنگساز، رهبر ارکستر، و استاد دانشگاه اهل اتحاد شوروی بود.
وی همچنین برندهٔ جوایزی همچون هنرمند مردمی جمهوری شوروی فدراتیو سوسیالیستی روسیه شده است.